# R360

R-360는 세가 사가 만든 아케이드 케비닛이다. 세가는 여기에 SDMS(세르보 드라이브 동작 시스템)을 사용하였으며 1990년에 일본에서 처음 선보여졌고, 1년 후에 국제적으로 발표되었다. R-360은 Rotate 360의 줄임말로, 이 캐비닛은 2가지 축을 중심으로 상하좌우로 움직이게 할 수 있게 하였다. 안전바와 4점식 안전 하니스를 사용하여 기계가 움직일 때 플레이어를 시트에 고정하도록 했으며 비상 정지 버튼은 기계 내부와 관리 타워에도 설치해 사용자가 위험에 처할 경우 이 게임을 즉시 끌 수 있었다.
세가가 세가 AM4/메카트로닉스가 되기 전 디자인된 R360은 일본 유원지들을 위한 어트랙션과 같은 게임을 만드는 프로젝트 중 하나였다. 호환 가능한 게임은 1990년 G-LOC: 에어 배틀, 1991년 레드 모빌,1994년 윙 워 등 3가지뿐이었고 대부분의 캐비닛은 G-LOC를 플레이했다.
캐비닛은 상업적으로 성공을 거두지 못했으며, 생산량은 100대로 추산되고 판매량은 더 적었다. 비평가들은 R360이 독특하고 기술적으로 진보된 컨셉으로 찬사를 보냈으며, 한 평론가는 R360이 세가의 아케이드 산업에서의 큰 존재감을 나타내는데 도움이 되었다고 말했다. 2015년에는 세가가 R-360에 대응하는 트랜스포머 3 스페셜 게임을 후속 모델인 R360Z로 도쿄의 조이폴리스에서 내놓은 바 있다.

## 기술적 특징
R360은 나중에 Sega AM4가 될 개발자 팀이 설계했으며  장치의 직경은 210cm이고 높이는 240cm이다. 무게는 1000kg(2200파운드) 이상이며 게임 플레이에는 51cm(20인치) 모니터를 활용한다.  캐비닛은 고정된 베이스에 부착된 두 축을 따라 회전할 수 있는 자이로스코프에 장착된다.
안전바와 4점식 안전 하니스를 사용하여 기계가 움직일 때 플레이어를 시트에 고정하며 또한 플레이어가 캐비닛 바깥쪽으로 팔이나 다리를 뻗으면 광 센서가 기계를 정지시키며 이 기능은 R360이 직사광선에 노출되면 문제가 발생한다. 비상 정지 버튼 두 개가 있으며 하나는 오락실 캐비닛 안에 있고 다른 하나는 컨트롤 타워에 있다. 게임이 진행되는 동안 캐비닛에 접근할 경우 센서 그리드가 경보를 울린다.
컨트롤 타워와 R360의 캐비닛 자체에 동전 슬롯이 있는 반면, 아케이드 운영자들은 누군가가 다리를 잃거나 움직이는 기계에서 사망할 것을 우려하여 관찰자와 안전 울타리 없이 게임을 하지 못하도록 강력히 경고받았다. 비상 정지 기능이 작동되면 수행원도 필요했는데, 수행 타워의 버튼을 누르면 기계를 리셋할 수 있고 플레이어가 거꾸로 고착되는 것을 방지할 수 있었다.
세가의 권고에 따르면 선수들은 심장 질환이 있거나, 술에 취했거나, 임신했거나, 고혈압이나 저혈압이 있거나, 격렬한 활동을 하지 말 것을 권고받거나, "정신적 또는 육체적 문제가 있을 경우" R360을 사용하는 것이 금지된다."고 했다.

## 역사
R360은 1990년 7월 3일 열린 언론 행사에서 처음 공개되었고, 그 다음 주 도쿄 시부야의 하이테크 랜드 세가 게임센터에서 위치 테스트를 받았다.처음에 세가는 도쿄의 세가 월드를 포함하여 일본에서 직접 관리하는 대형 놀이시설에만 기계를 공급했지만 해외 수요가 증가하자 재할당되었으며, 1990년 겨울 미국 세가비전에 광고되었고 1991년 영국 어뮤즈먼트 무역전시회에 전시되었다.
우선 세가는 게임을 놀이기구로 분류하고 G-LOC: Air Battle을 포함 게임으로 출고했다. 플레이어는 게임을 플레이하거나 단순히 "체험"을 선택하여 게임을 데모 모드로 진행할 수 있었으며 The One에 따르면, R360의 가격은 1991년에 "70,000파운드 이상"이었던 반면, 이를 수집한 케빈 카인헤르트는 90,000달러 이상으로 책정했다.  이는 오직 가장 큰 오락실 운영자들만이 기계를 구입할 수 있다는 것을 의미했다. Trocadero Complex에 있는 Funland Arcade는 1991년에 승차당 3파운드를 청구했으며 미국에서는 놀이 가격이 3달러에서 5달러 사이였다.
Sega는 R360의 설계도를 주지 않았고 캐비닛의 회로는 복잡하고 고장이 발생하기 쉬웠다. 기계의 추가 비용이 수리에 소요되었으며, Rad Mobile을 재생하는 R360 유닛이 1991년 시부야의 하이테크 랜드 세가(Hi-Tech Land Sega)에서 일본 전시 및 위치 테스트에서 시연되었지만, 이보다 더 넓은 출시는 확인되지 않았다. 1994년 모델 1 아케이드 보드인 윙워와 함께 캐비닛의 추가 출시가 이루어졌을때, 윙워는 두 개의 캐비닛을 연결해야 했다.
세가는 몇 년 안에 R360의 생산을 중단했다. 키네르트는 판매된 캐비닛 수에 대한 공식적인 수치는 아직 발표되지 않았으며, 세가와의 연락결과 "회사 기밀"이라고 말했다고 전했다. 그는 100에서 200개의 유닛이 만들어진 것으로 추정된다 2015년에 Sega는 아케이드 게임 Transformers를 기반으로 한 모션 시뮬레이터 어트랙션을 선보였고 이 어트랙션은 "R360Z"라는 라벨이 붙은 새로운 버전의 R360을 이용하며, 두 명의 승객이 탑승할 수 있다는 것이 밝혀졌다.

## R-360의 게임들
R-360의 게임들은 주로 비행 시뮬레이터 게임이었으며, 그 목록은 다음과 같다.
- 갤럭시 포스 (1988) (세가 Y 보드)
- 갤럭시 포스 2 (1988) (세가 Y 보드)
- 파워 드리프트(1988) (세가 Y 보드)
- G-LOC 에어 배틀 (1990) (세가 Y 보드)
- 레일 체이스 (1990) (세가 Y 보드)
- 스트라이크 파이터 (1991) (세가 Y 보드)
- 윙 워(1994)(세가 모델 1)